# 6295 Schmoll
A 6295 Schmoll (ideiglenes jelöléssel 1988 CF3) a Naprendszer kisbolygóövében található aszteroida. Eric Walter Elst fedezte fel 1988. február 11-én.